# Centre d'affaires de Sydney
Le centre d'affaires de Sydney, (en anglais : Sydney central business district), communément appelé CBD, est le principal quartier d'affaires de Sydney, dans l'État de Nouvelle-Galles du Sud, en Australie.

## Géographie
Il se trouve dans la ville de Sydney et s'étend vers le sud sur environ 3 km.
Son axe nord-sud va de Circular Quay au nord, à la gare centrale au sud. Son axe est-ouest s'étend de la chaîne d'un parc (qui comprend Hyde Park, The Domain, Royal Botanic Gardens et Farm Cove sur le port de Sydney), à l'est, à Darling Harbour et le Western Distributor à l'ouest.
Le quartier central des affaires de Sydney est aussi parfois utilisé abusivement pour englober les banlieues environnantes telles que Pyrmont et Woolloomooloo.
Le CBD est une zone regroupant de nombreux gratte-ciel, ainsi que d'autres bâtiments comme la Bibliothèque de l'État de Nouvelle-Galles du Sud et la Sydney tower et plusieurs parcs tels que Hyde Park, The Domain, Royal Botanic Gardens et le parc Wynyard.

## Administration

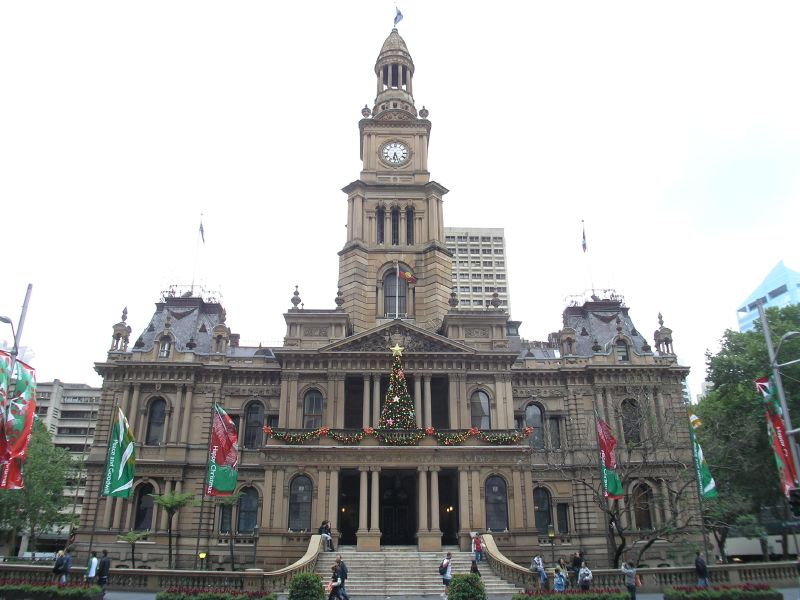
Mairie de Sydney

Administrativement, le CBD est sous l'autorité de la zone d'administration locale de la ville de Sydney. Le gouvernement de la Nouvelle-Galles du Sud détient également une autorité sur certains aspects, en particulier par la Sydney Harbour Foreshore Authority, organisme chargé de gérer le développement de certaines régions de Sydney.

## Zone commerciale
Le centre de Sydney contient les plus hauts gratte-ciel de l'Australie, y compris le Governor Phillip Tower, MLC Centre et World Tower, le dernier étant constitué principalement d'appartements. La plus haute structure du quartier est la Sydney Tower mesurant 309 mètres, mais les règles d'urbanisme limite les développements futurs à une hauteur de 235 mètres en raison de la circulation aérienne.
Le centre de Sydney abrite certaines des plus grandes entreprises australiennes, ainsi que des sièges Asie-Pacifique pour de nombreuses grandes entreprises internationales. Le secteur des services financiers en particulier, occupe une grande partie des surfaces de bureaux disponibles, avec des entreprises comme la Commonwealth Bank, Citibank, Deutsche Bank, Macquarie Group, AMP Limited, Insurance Australia Group, Aon (entreprise), Marsh, Allianz, HSBC, AXA et ABN Amro tous les autres bureaux.

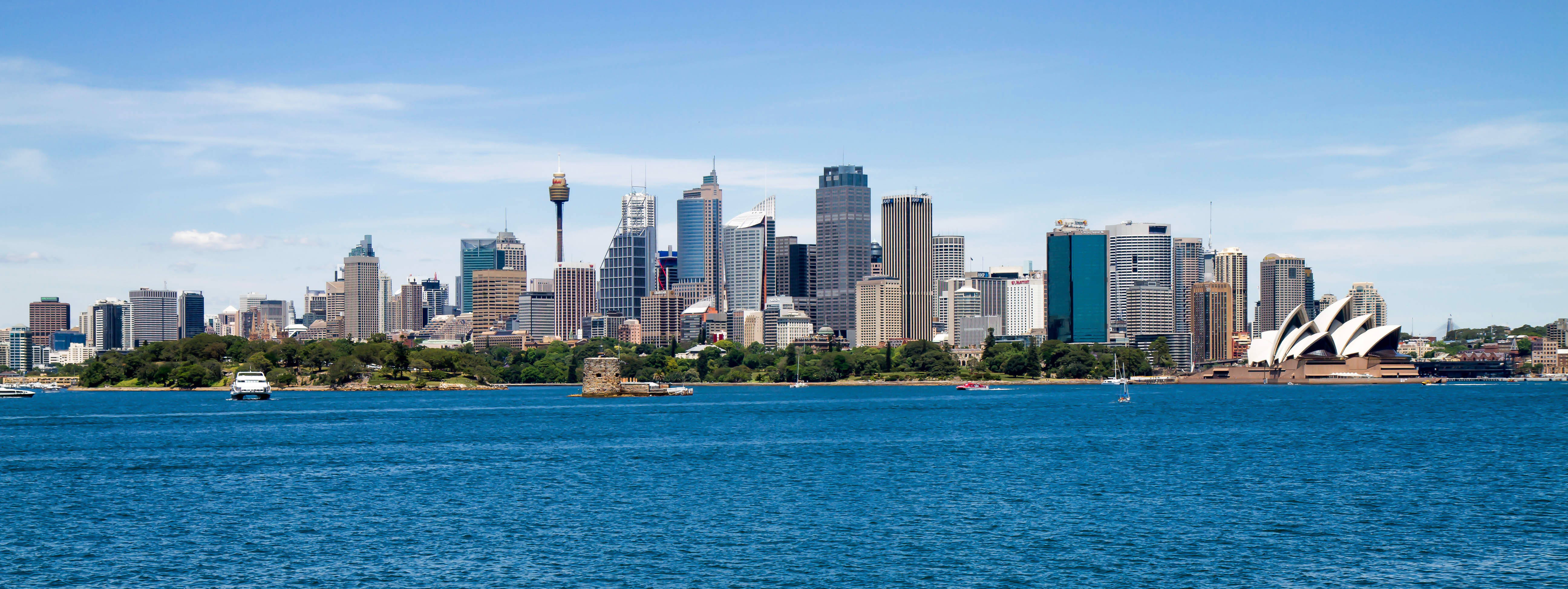
Sydney Central Business District, June 2015

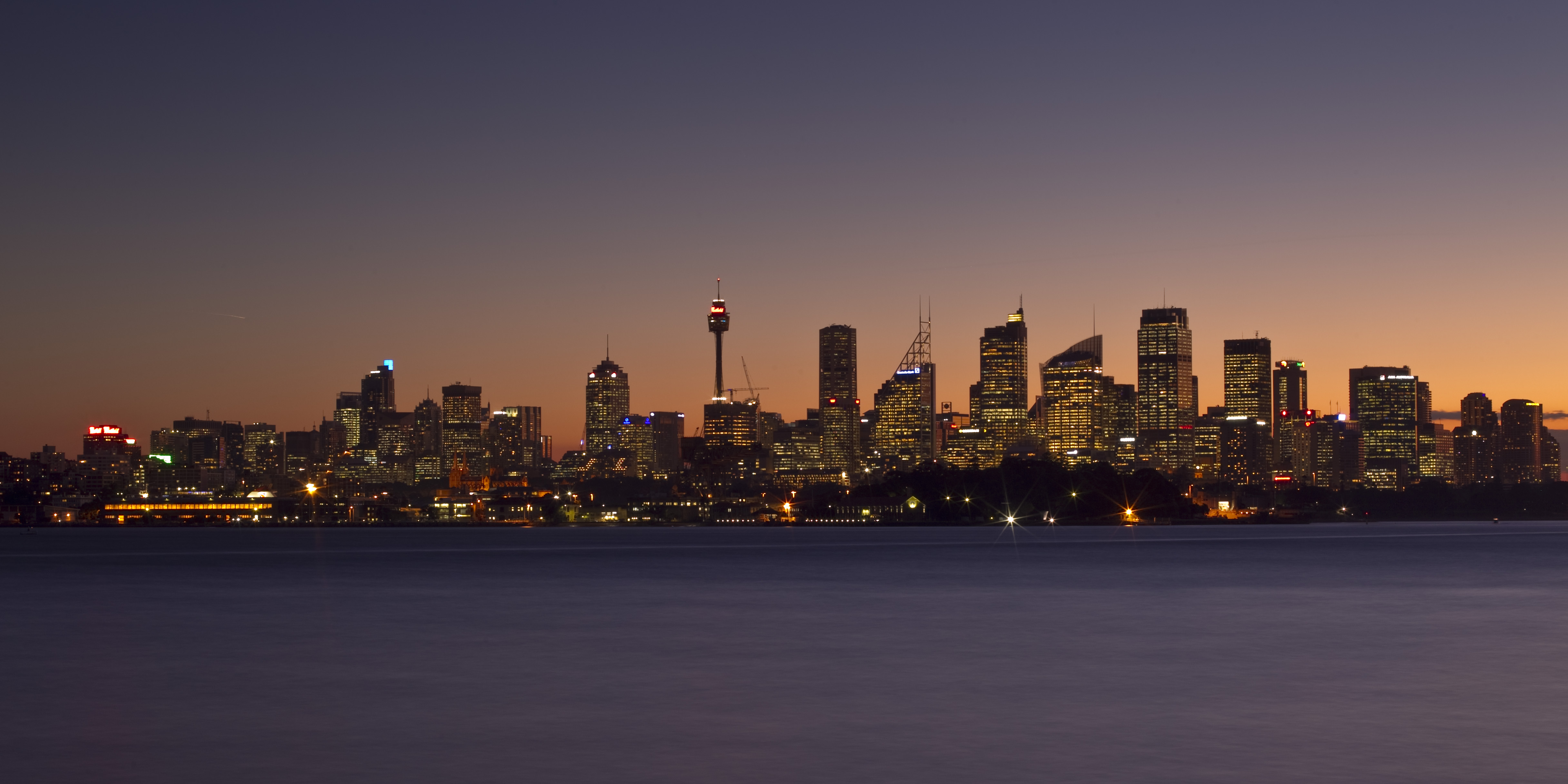
Sydney CBD, dusk, 2013

## Culture

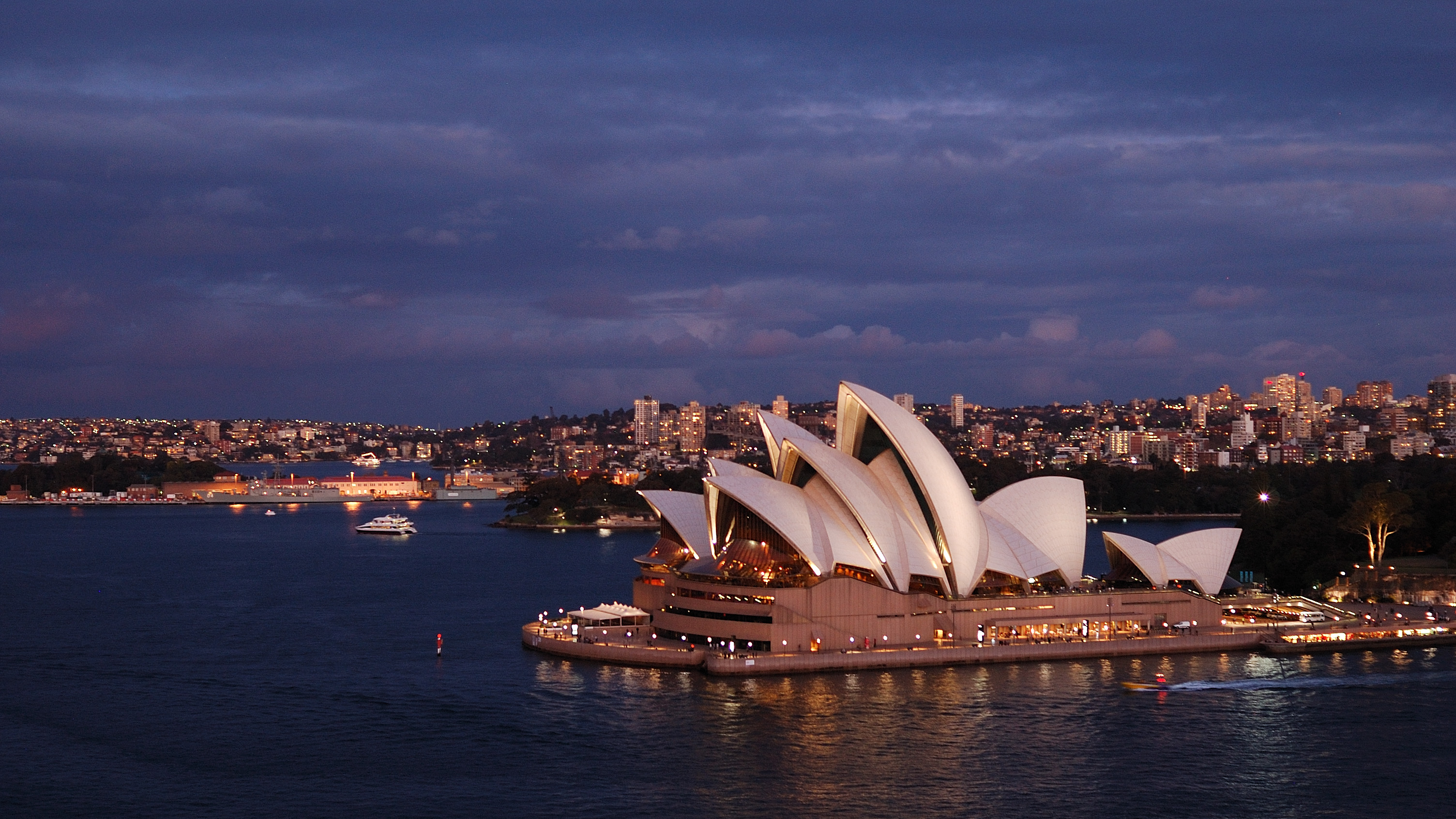
L'Opéra de Sydney

Il y a une grande concentration d'institutions culturelles au sein du CBD, y compris: le Musée de Sydney, la Bibliothèque d'État de la Nouvelle-Galles du Sud, la Customs House succursale de la City de Sydney Bibliothèque, le Théâtre Royal, le City Recital Hall et la Fondation du Japon.
Beaucoup d'autres institutions culturelles sont situés au bord de la CBD, tels que: l'Opéra de Sydney et le Museum of Contemporary Art, au nord, l'Australian Museum et la Galerie d'Art de Nouvelle-Galles du Sud à l'est, le Powerhouse Museum à l’ouest.
Chaque janvier, la ville célèbre le Festival de Sydney. Il y a, de la musique et la danse et des expositions qui sont à la fois dans les rues et dans les parcs qu'à l'intérieur des galeries d'expositions.
Le Sydney Film Festival est un événement international organisé chaque année en juin à divers endroits à travers le CBD.